# Moritzburg
Moritzburg (auparavant Eisenberg-Moritzburg) est une commune du land de Saxe en Allemagne, située dans l'arrondissement de Meissen, dans le district de Dresde. C'est un petit village connu grâce au château de Moritzburg, pavillon de chasse du XVIe siècle reconstruit en style baroque pour le roi Auguste le Fort.

## Géographie
La commune est située à environ 13 kilomètres au nord-ouest du centre-ville de Dresde. Moritzburg se trouve  intégrée dans une vaste réserve naturelle s'étendant au-dessus du bassin de Dresde jusqu'aux communes limitrophes de Weinböhla, Coswig et Radeburg, avec de nombreux petits étangs.
Le territoire communal comprend six villages : Auer, Boxdorf, Friedewald, Moritzburg, Reichenberg et Steinbach.

## Histoire

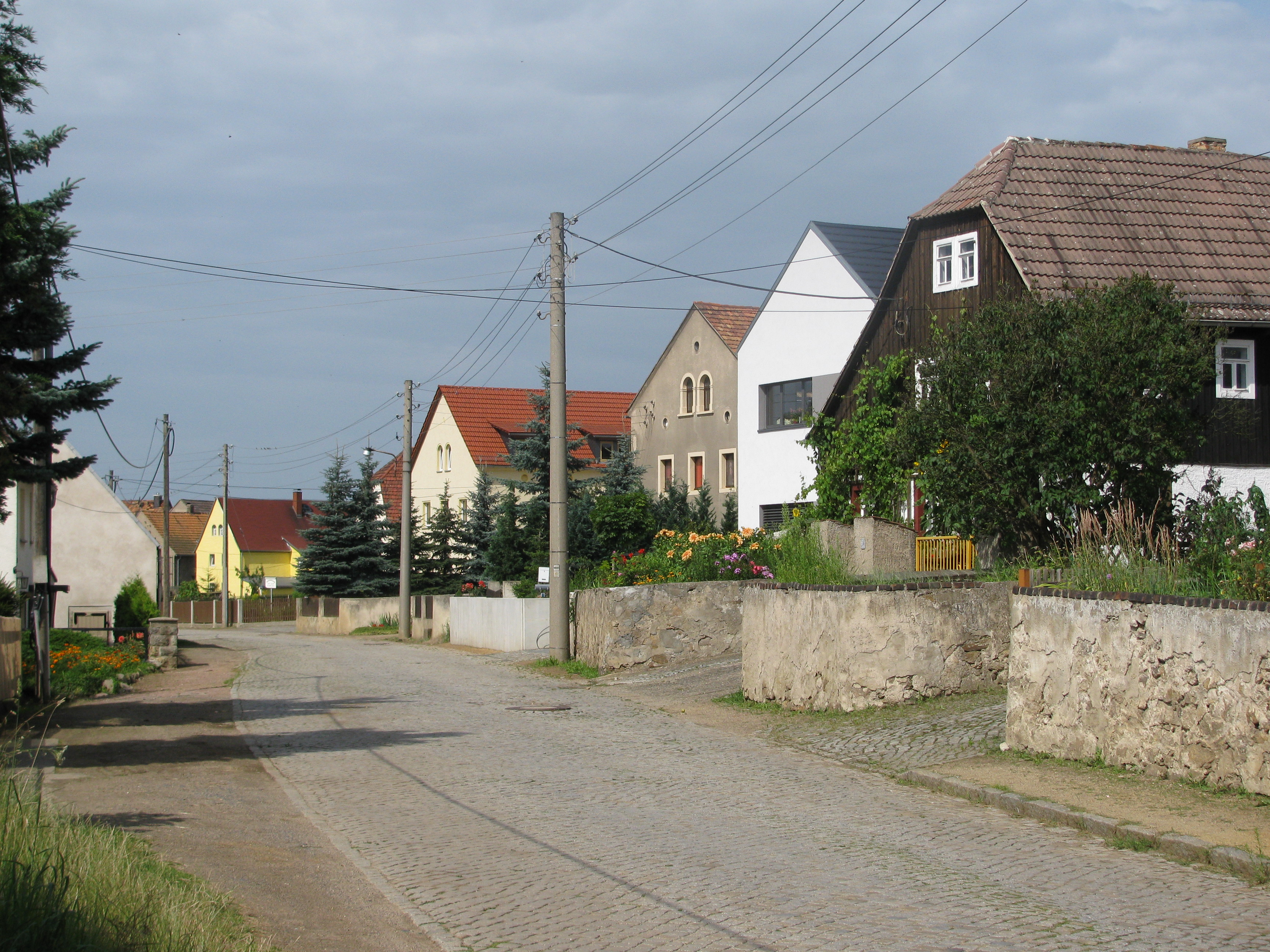
Le village d'Eisenberg.

Le lieu d’Ysenberc fut mentionné pour la première fois dans un acte de 1294 ; le nom remonte probablement aux gisements de minerai de fer (Eisen), notamment de fer des marais. Au Moyen-Âge, les membres d'un noble famille d’Isenberg exerçaient la fonction des ministériels des margraves de Misnie. Les sujets vivaient en majorité de l'agriculture et se livraient à l'élevage de poissons dans les étangs des environs. Le 20 avril 1675, les habitants ont reçu le droit de tenir marché des mains de l'électeur Jean-Georges II de Saxe.
La communauté rurale autonome d'Eisenberg-Moritzburg a été fondée sous le gouvernement du royaume de Saxe en 1838. Outre le village, le territoire englobait le château de Moritzburg et ses terrains de chasse jusqu'au petit château de la Faisanderie. Depuis 1934, la commune porte le nom de Moritzburg. 
En juillet 1944, l'artiste Käthe Kollwitz s'installe à Moritzburg à l'invitation du prince Ernest Henri de Saxe ; elle y mourut le 22 avril 1945, quelques jours avant la fin de la Seconde Guerre mondiale.

## Personnalités
- Albert de Saxe-Teschen (1738–1822), gouverneur des Pays-Bas autrichiens.